# Insatiable (canção de Darren Hayes)
"Insatiable" foi o primeiro single da carreira solo do cantor australiano Darren Hayes, vocalista da banda Savage Garden.
A música faz parte de seu álbum de estreia, intitulado Spin, e foi lançada nas rádios em janeiro de 2002.

## Composição
A canção descreve a intensidade do amor do protagonista por sua amante como "insaciável". A letra possui carácter sexual, com muitos eufemismos de tom erótico. O cantor alude à narcolepsia e a encontros amorosos de profundo significado para ele.

## Lançamento
O single foi lançado mundialmente em CD, em março de 2022, e atingou o Top 10 da parada britânica. Foi também #1 na Nova Zelândia e chegou ao #3 do ARIA Chart, a parada australiana.
Uma versão especial, com remixes da música, foi lançada promocionalmente e atingiu o #11 da parada dance da Billboard.

## Videoclipe
O videoclipe da música foi dirigido por Alek Keshishian, diretor de diversos clipes da cantora Madonna,  e tem inspiração cinematográfica. O cantor aparece entre projeções e momentos de gravação de um filme, cuja sensual protagonista é observada por ele, ao mesmo tempo em que flagra rápidas presenças do mesmo no estúdio de filmagem. Ao final, descobre-se que Hayes é uma lembrança da artista, por conta do retrato deles juntos em seu camarin.

## CD Single
- Austrália

1. "Insatiable" (Album Version) – 5:10
2. "Ride" (Original Demo Recording) – 4:49
3. "Falling At Your Feet" (Original Demo Recording) – 4:59

- Austrália (Remixes)

1. "Insatiable" (Album Version) – 5:10
2. "Insatiable" (Calderone Club Mix) – 9:52
3. "Insatiable" (Pablo Larosa's Funktified Mix) – 6:38
4. "Insatiable" (Specificus 'Insomniac' Mix) – 5:57
5. "Insatiable" ('dp versus Darren Hayes' Mix) – 5:47
6. "Insatiable" (Specificus 'Let It Go' Mix) - 5:07

- Reino Unido CD 1

1. "Insatiable" (Album Version) – 5:10
2. "Falling At Your Feet" (Original Demo Recording) – 4:59
3. "Insatiable" (Metro Mix) – 6:19

- Reino Unido CD 2

1. "Insatiable" (Album Version) – 5:10
2. "Ride" (Original Demo Recording) – 4:49
3. "Insatiable" (Calderone Radio Edit) – 6:30

## Paradas musicais
| Parada semanal (2002)                         | Posição |
| --------------------------------------------- | ------- |
| Austrália (ARIA)                              | 3       |
| Canadá (Nielsen SoundScan)                    | 11      |
| Tchéquia (IFPI)                               | 22      |
| Dinamarca (Hitlisten)                         | 3       |
| Europa (Eurochart Hot 100)                    | 28      |
| Finlândia (Suomen virallinen lista)           | 16      |
| Alemanha (Offizielle Deutsche Charts)         | 42      |
| Grécia (IFPI)                                 | 4       |
| Hungria (Rádiós Top 40)                       | 18      |
| Hungria (Single Top 40)                       | 20      |
| Irlanda (IRMA)                                | 31      |
| Itália (FIMI)                                 | 32      |
| Países Baixos (Single Top 100)                | 76      |
| Nova Zelândia (Recorded Music NZ)             | 1       |
| Noruega (VG-lista)                            | 10      |
| Romênia (Romanian Top 100)                    | 5       |
| Escócia (Scottish Singles Chart)              | 11      |
| Suécia (Sverigetopplistan)                    | 8       |
| Suíça (Schweizer Hitparade)                   | 55      |
| Reino Unido (UK Singles Chart)                | 8       |
| Estados Unidos (Billboard Hot 100)            | 77      |
| Estados Unidos (Billboard Adult Contemporary) | 16      |
| Estados Unidos (Billboard Adult Top 40)       | 33      |
| Estados Unidos (Billboard Dance Club Songs)   | 11      |
| Estados Unidos (Billboard Mainstream Top 40)  | 27      |